# Кенні Роджерс
Кеннет Рей "Кенні" Роджерс (англ. Kenneth Ray "Kenny" Rogers; 21 серпня 1938, Х'юстон, Техас, США - 20 березня 2020, Санді-Спрингс, Джорджія, США) — американський вокаліст, піаніст, композитор, автор текстів, продюсер.

## Життєпис
Свою музичну кар'єру Кенні розпочав 1955 року під час навчання у школі, де утворив рокабілі-формацію The Scholars, яка записала три сингли. 1958 року Кенні як Kenneth Rogers видав на локальній х'юстонській фірмі «Carlton» сольний сингл «That Crazy Feeling». Несподівано твір здобув чималий успіх і Роджерс разом з братом Ліленом, що робив промоцію цього синглу, вирішили утворити власну фірму «Ken-Lee». Проте чергові сингли не мали успіху.

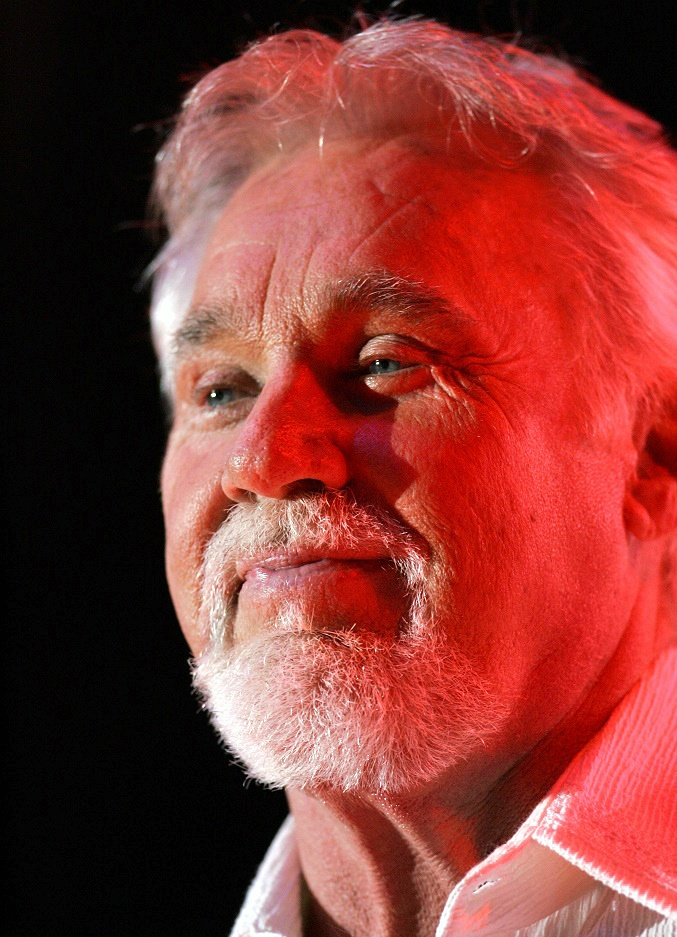
Кенні Роджерс

1959 року Роджерс поступив до Техаського університету, але швидко залишив його і приєднався як басист до джаз-бенду The Bobby Doyle Three. 1960 року Роджер виконав партію басу на синглі Мікі Ґіллі (Mickey Gilley) «Is It Wrong?». 1962 року з'явившись на альбомі The Bobby Doyle Three «In A Most Unusual Way», Кенні залишив джаз-бенд, приєднавшись до The Kirby Stone Four. Проте і в цій формації музикант довго не затримався, бо отримав індивідуальний контракт з фірмою «Mercury».
Після невдалого періоду записів для «Mercury» Кенні 1966 року опинився у фолк-гурті The New Christy Minstrels, з яким записав вдалий альбом «New Kicks!». Проте наступного року Роджерс вирішив створити власну формацію The First Edition, до якої запросив колег з The New Christy Minstrels, а саме: Майка Сеттла (Mike Settle), Teppi Вільямса (Terry Williams) s Телму Лу Камачо (Thelma Lou Camacho). Після приєднання ударника Teppi Джонса і укладання угоди з фірмою «Reprise» гурт дебютував поп-психоделічним синглом «Just Dropped In (To See What Condition My Condition Was In)». Цей твір приніс Роджеру та його гурту перший великий успіх, потрапивши 1968 року до першої п'ятірки в США.
Незабаром гурт змінив назву на Kenny Rogers & The First Edition і 1969 року повторила успіх твором «Ruby, Don't Take Your Love To Town», який крім американського потрапив також у британський чарт. Стосовно альбомів The First Edition, то перший нагадував за звучанням Association та The Fifth Dimension, проте вже наступний «The First Edition's 2nd» було розбудовано у властивому для гурту стилі. Чергова сингл-пропозиція Kenny Rogers & The First Edition — «Reuben James» — отримала поміркований успіх, але твір Мека Дейвіса «Something's Burning» знову став великим хітом гурту, але, на жаль, останнім. Проте гурт продовжував користуватись популярністю завдяки таким творам, як «Tell It All Brother» та «Heed The Call», працею над музикою до фільму режисера Джейсона Робардса «Fools» та власному телевізійному шоу.
1973 року, коли гурт залишив «Reprise», Роджерс вирішив утворити власну фірму «Jolly Rodges», на якій почав записуватись з своїми колегами. Однак The First Edition вже не вдавались великі хіти і 1974 року Роджерс вийшов з його складу, а незабаром гурт взагалі розпався.
1975 року Роджерс почав співати для фірми «United Artists», а його продюсер Ларрі Батлер намагався задовольнити поп- та кантрі-ринок. «Love Lifted Me» — дебютний сингл співака на новій фірмі став невеликим хітом, проте наприкінці року Роджерс пробився на вершину американського та британського чартів (відповідно п'ята та перша позиції) з композицією «Lucille», яка зробила з нього зірку кантрі-музики. У цей період Кенні написав та записав також твір «Sweet Music Man», але ця пісня більше підходила для співачки, ніж співака, тому не дивно, що незабаром до свого репертуару її включили Біллі Джо Спірс, Енн Меррей, Теммі Вайнетт, Доллі Партон та Міллі Джексон.
Тим часом Роджерс, який записав другий сольний хіт «Daytime Friends», вирушив у турне Британією разом з Крістел Гейл, проте плани записатись разом з нею так і не реалізувались. Однак у співака була успішна співпраця з Дотті Вест, з якою він зробив цілу серію хітів, що потрапили до американського Тор 10.
Пісня-розповідь Дона Шлітца «The Gambler» ідеально пасувала Роджерсу і надихнула на створення телевізійних стрічок «The Gambler». «The Gambler II» та «The Gambler Returns» за участю співака. Про схильність Роджерса до гострих балад про життя в дорозі говорив, наприклад, твір «She Believes In Me» (п'яте місце у США), що пояснювало його власне життя.
Вперше Роджер одружився ще 1958 року, однак постійно зазнавав невдач. Його четвертою дружиною стала телевізійна актриса Меріенн Горден, і сценічне шоу співака у цей період пропагувало його щасливе сімейне життя, включаючи показ домашніх фільмів про його дитину.
Черговими кантрі-хітами номер один Кенні Роджерса стали твори «You Decorated My Life» та «Coward Of The Country», які також досягли першої десятки поп-чарту, а останній навіть очолив британський чарт. Ця пісня також лунала в однойменному популярному фільмі та ввійшла до альбому «Kenny», що 1979 року розійшовся у кількості 5 мільйонів примірників.
Наступною пропозицією співака був концептуальний альбом «Gideon», який розповідав про сучасне життя техаських ковбоїв. На цьому лонгплеї можна було почути черговий великий кантрі- та поп-хіт «Don't Fall In Love With A Dreamer», який Роджерс написав та виконав у дуеті з Кім Карнс. Смугу успіху продовжили пісні «Love The World Away», що походила з звукової доріжки до фільму «Urban Cowboy», та «Love Will Turn You Around» з телевізійної стрічки «Six Pack».
Вокал Роджерса чудово пасував до ліричної пісні Лайнела Річі «Lady», яка у виконанні Кенні на початку 1980-х років шість тижнів очолювала американський чарт. Черговий дует співак запропонував 1983 року, коли разом з Шіною Істон записав кавер-хіт твору Боба Сігера «We've Got Tonight», того ж року Кенні перебрався з «United Artists» до «RCA Records», на якій дебютував альбомом-бестселером «Eyes That See In The Dark», що розійшовся у кількості понад 35 мільйонів примірників. Над цією платівкою артисту допомагав працювати гурт Bee Gees, а Баррі Гібб виступив у ролі продюсера. До цього альбому ввійшов черговий великий хіт-сингл «Island In The Stream», який Роджерс записав разом з Доллі Партон.
Наступними американськими хітами стали також «What About Me?» (разом з Джеймс Інгрем та Кім Карне) та «Make No Mistake, She's Mine» (разом з Ронні Міллс). Несподівано для багатьох у цей період Роджерс так і не зробив запису зі своїм близьким товаришем Гленом Кемпбеллом, хоча він сфотографувався для обкладинки альбому Кемпбелла «Southern Nights».
Чималу популярність Роджерс здобув завдяки участі у запису сингла благодійного проекту «USA For Africa» під назвою «We Are The World».
Продюсером чергового альбому співака «The Heart Of The Matter» був Джордж Мартін. З цієї платівки походили кантрі-хіти «Morning Desire» та «Tombo Of The Unknown love». Заглавна пісня лонгплею 1986 року «They Don't Make Them Like They Used To» була також головною музичною темою у фільмі Керка Дугласа та Берта Ланкастера «Tough Guys». Однак після недостатнього ефекту від подальших записів Роджерса, на які розраховувала фірма «RCA», слід було очікувати, що контракт, який завершувався 1988 року, відновлено не буде.
Кенні повернувся до «Reprise», на якій 1989 року йому вдалося записати хіт «The Vows Go Unbroken (Always True To You)» та альбом «Something Inside So Strong», який став «золотою платівкою». Участь у роботі над цією платівкою взяв його син — Кенні Роджерс-молодший, який того ж року розпочав власну кар'єру співака синглом «Take Another Step Closer».
У 1990-х роках Кенні Роджерс приділяв більше уваги розведенню арабських скакунів та худоби на власній фірмі у Джорджії, а також проводив багато часу у власних будинках в Малібу, Бел Ейр та Беверлі Хіллз. Він також має власні розважальні центри та звукозаписуючі студії.
Помер 20 березня 2020 року на 82-у році життя.

## Дискографія
- 1976: Love Lifted Me
- 1976: Kenny Rogers
- 1977: Daytime Friends (разом з Дотті Вест)
- 1978: Ten Years Of Gold
- 1978: Every Time Two Fools Collde
- 1978: Love Or Something Like It
- 1978: The Gambler
- 1979: Kenny
- 1979: Ten Years Of Gold (разом з Дотті Вест)
- 1979: Classics
- 1980: Gideon
- 1980: Greatest Hits
- 1981: Lady
- 1981: Ruby
- 1981: Share Your Love
- 1981: Christmas
- 1982: Love Will Turn You Around
- 1983: We've Got Tonight
- 1983: Eyes That See In The Dark
- 1983: 20 Greatest Hits
- 1984: Duets With Kim Carnes, Sheena Easton & Dottie Wast
- 1984: What About Me? (разом з Доллі Партон)
- 1984: Once Upon A Christmas
- 1985: The Heart Of The Matter
- 1985: Love Is What We Make It
- 1986: Short Stories
- 1986: They Don't Make Them Like They Used To
- 1986: 15 Greatest Hits
- 1987: I Prefer The Moonlight
- 1987: 25 Greatest Hits
- 1989: Something Inside So Strong
- 1989: Breakout
- 1989: Christmas In America
- 1989: Kenny Rogers & Kim Carnes
- 1989: Lucille & Other Classic
- 1990: 20 Great Years
- 1990: Love Is Strange
- 1990: Greatest Country Hits
- 1991: The Very Best Of Kenny Rogers
- 1991: You're My Kind Of People
- 1991: Some Prisons Don't Have Walls
- 1991: Back Home Again
- 1991: Love Songs
- 1992: Heart To Heart
- 1993: If Only My Heart Had A Voice
- 1994: Timepiece
- 1995: Anthologu
- 1995: Christmas Radio Special
- 1996: Gift
- 1997: Decade Of Hits
- 1997: Across My Heart
- 1998: Branson City Limits

### The First Edition
- 1967: The First Edition
- 1968: The First Edition's 2nd
- 1969: The First Edition' 69
- 1969: Greatest Hits
- 1969: Rubu Don't Take Your Love To Town
- 1970: Something's Burning
- 1970: Fools
- 1971: Tell It All Brother
- 1971: Transition
- 1971: Kenny Rogers & The First Edition Greatest Hits
- 1972: Blackroads
- 1972: Planet Texas
- 1972: The Ballad Of Calico
- 1973: Rollin'
- 1973: Monument
- 1973: Star Collection